# Pedro Eugenio Aramburu
Pedro Eugenio Aramburu Cilveti, född 21 maj 1903 i Río Cuarto, provinsen Córdoba, död 31 maj eller 1 juni 1970 i Timote, Carlos Tejedor, provinsen Buenos Aires, var en argentinsk general och politiker. Han var Argentinas president 1955–58.

## Biografi
Aramburu avancerade inom den argentinska armén till general. Som sådan blev han en ledande kritiker av president Juan Peróns regering och peronismen. Efter att ha värvats av en grupp missnöjda arméofficerare, under ledning av den antiperonistiske generalen Eduardo Lonardi, var han en drivande kraft bakom den framgångsrika militärkuppen den 21 september 1955, vilken senare kallades den ”befriande revolutionen”. Efter Peróns landsflykt tog en militärjunta provisoriskt över presidentmakten, följt av Lonardis installation på presidentposten.
Den 13 november 1955 blev Aramburu slutligen själv Argentinas president och diktator. Fastän enligt uppgift inställd på att blott regera provisoriskt, inledde han genast en kampanj för Argentinas strikta ”avperonisering”. I statskontrollerade massmedia förtalades förre presidenten samt Argentinas första dam Eva Perón, varjämte förstörelse av deras porträtt och monument förekom. Förbud mot peronistpartiet Partido Justicialista infördes, repressiva åtgärder vidtogs mot den peronistdominerade fackföreningen Confederación General del Trabajo (CGT), och medlemmar av den tidigare regeringen greps. Inom ekonomin kom Aramburu att föra en marknadsliberal politik, präglad av privatiseringar av offentliga bolag, minskade statliga åtgärder, samt en devalvering av den argentinska peson. 
I juni 1956 genomförde peronistiska krafter inom militären ett uppror i provinsen Corrientes, samtidigt som ett försök till generalstrejk inleddes. Både upproret och strejken slogs dock ner, varefter 27 peronistledare avrättades. Regimens repressiva åtgärder, kombinerat med stigande inflation, ledde till att regimens impopularitet bland folket ökade, och Aramburu utlyste slutligen presidentval i februari 1958; peronistpartiet förbjöds dock från att delta. Han avsade sig sin kandidatur i valet, och lämnade även armén. I valet segrade Arturo Frondizi, som genom stöd till fackföreningarna och löften om nationaliseringar lyckades få stöd från stora delar av peronismens väljarbas.
År 1963 kandiderade Aramburu som presidentkandidat mot Arturo Umberto Illia, dock utan framgång. Den 29 maj 1970 kidnappades han av den vänsterperonistiska gerillagruppen Montoneros, förmodligen som vedergällning för avrättningen av de 27 peronistiska upprorsledarna 1956. Några dagar senare blev han mördad av denna grupp.